# Apodynerus flavospinosus
Apodynerus flavospinosus är en stekelart som först beskrevs av Giordani Soika 1986.  Apodynerus flavospinosus ingår i släktet Apodynerus och familjen Eumenidae. Inga underarter finns listade i Catalogue of Life.